# Индустри (Пенсилванија)
Индустри (енгл. Industry) град је у америчкој савезној држави Пенсилванија.

## Демографија
По попису из 2010. године број становника је 1.835, што је 86 (-4,5%) становника мање него 2000. године.
| Група             | 2000.         | 2010.         |
| Белци             | 1.846 (96,1%) | 1.753 (95,5%) |
| Афроамериканци    | 37 (1,9%)     | 27 (1,5%)     |
| Азијати           | 3 (0,2%)      | 9 (0,5%)      |
| Хиспаноамериканци | 27 (1,4%)     | 25 (1,4%)     |
| Укупно            | 1.921         | 1.835         |